# Vatopedi
Vatopedi (řecky: Βατοπέδι), někdy zvaný též Batopedion, je pravoslavný klášter (monastýr) v Řecku, jeden z dvaceti klášterů na hoře Athos. Založen byl v 10. století. V tradiční hierarchii athoských klášterů je na druhém místě.

## Dějiny
Vatopedi byl postaven na místě raně křesťanské osady z pozdní antiky. V roce 2000 byly vykopány základy raně křesťanské baziliky na sever od současného katholikonu (hlavního kostela kláštera). Vatopedi založili v druhé polovině 10. století tři mniši, Athanasius, Nicholas a Antonius. Pocházeli z Adrianopole a byli žáky Athanasia Athonita, zakladatele prvního kláštera na Athosu, Velké lávry. Jedna z legend připisuje založení kláštera též byzantskému císaři Theodosiovi I. První písemná zmínka o klášteře pochází z roku 985. Ve 12. století v klášteře pobýval svatý Sáva, patron srbského národa. V roce 1990 přešli mniši kláštera z tradičního idiorrytmického mnišství na cenobitské. V září 2008 byl klášter zapleten do údajného skandálu. Byl obviněn z výměny půdy nízké hodnoty za vysoce hodnotný státní majetek na základě podezřelé dohody s vládou Nové demokracie premiéra Kostase Karamanlise. V následném soudním sporu byli nakonec všichni obvinění zproštěni obžaloby a bylo rozhodnuto, že nedošlo k žádné finanční újmě státu. Nicméně řecká parlamentní komise odhadla hodnotu vládního majetku, který klášter obdržel, na jednu miliardu eur. To rozbouřilo veřejné mínění. Vláda poté zrušila pozemkovou směnu (označovanou médii jako „svatá výměna“) a dva ministři pod obrovským tlakem médií a veřejnosti podali demisi. V současnosti žije v klášteře 120 mnichů.

## Vzácnosti
V klášteře Vatopedi je umístěna Cinktura Theotokos, pásek, kteří někteří věřící považují za skutečný opasek Panny Marie, který nosila na zemi a po své smrti a během svého přechodu do nebe ho darovala apoštolovi Tomášovi (v západní tradici je legenda známa také, jakožto svatý opasek). Další vzácností je stříbrný a drahokamy posetý relikviář obsahující lebku Jana Zlatoústého. Pravoslavní křesťané mu připisují zázračná uzdravení. Klášter také vlastní Iaspis (kalich vyrobený z jednoho kusu drahého kamene jaspisu) a sedm ikon Matky Boží, které věřící považují za zázračné: Elaiovrytissa, Ktetorissa (Vimatarissa), Esphagmeni, Pantanassa, Pyrovolitheisa, Antiphonitria a Paramythia. V hlavním kostele se nacházejí jediné nástěnné mozaiky na Athosu. Fresky jsou připisovánu malíři 13. století Manuelu Panselinosovi. Klášterní knihovna uchovává listinu bulharského cara Ivana Asena II. ze 13. století. Byla objevena v archivu kláštera až v roce 1929. Knihovna obsahuje 2000 rukopisů a 35 000 tištěných knih.